# آرنو نوردین
آرنو نوردین (انگلیسی: Arnaud Nordin؛ زادهٔ ۱۷ ژوئن ۱۹۹۸) بازیکن فوتبال اهل فرانسه است که در پست مهاجم بازی می‌کند.
از باشگاه‌هایی که در آن بازی کرده‌است می‌توان به باشگاه فوتبال سن-اتین و باشگاه فوتبال نانسی اشاره کرد.
وی همچنین در تیم‌های ملی فوتبال France national under-16 football team، زیر ۱۸ سال فرانسه، زیر ۱۹ سال فرانسه، زیر ۲۱ سال فرانسه، و France Olympic football team بازی کرده‌است.